# Fluctuaciones de la duración del día
La duración del día, que ha aumentado en el largo plazo de la historia de la Tierra debido a los efectos de las mareas, también está sujeta a fluctuaciones en una escala de tiempo más corta. Las mediciones exactas del tiempo mediante relojes atómicos y el rango de láser satelital han revelado que la duración del día (LOD) está sujeta a una serie de cambios diferentes. Estas variaciones sutiles tienen períodos que van desde unas pocas semanas hasta algunos años. Se atribuyen a las interacciones entre la atmósfera dinámica y la Tierra misma. El Servicio Internacional de Rotación y Sistemas de Referencia de la Tierra monitorea los cambios. 

## Introducción
En ausencia de pares externos, el momento angular total de la Tierra como un sistema completo debe ser constante. Los pares internos se deben a movimientos relativos y redistribución masiva del núcleo, el manto, la corteza, los océanos, la atmósfera y la criosfera de la Tierra. Para mantener constante el momento angular total, un cambio del momento angular en una región necesariamente debe equilibrarse con los cambios de momento angular en las otras regiones. 
Los movimientos de la corteza (como la deriva continental) o la fusión del casquete polar son eventos seculares lentos. Se ha estimado que el tiempo de acoplamiento característico entre el núcleo y el manto es del orden de diez años, y se cree que las llamadas 'fluctuaciones de la década' de la velocidad de rotación de la Tierra son el resultado de fluctuaciones dentro del núcleo, transferidas al manto. La duración del día (LOD) varía significativamente incluso para escalas de tiempo desde unos pocos años hasta semanas (Figura), y las fluctuaciones observadas en la LOD, después de eliminar los efectos de los pares externos, son una consecuencia directa de la acción de los pares internos. . Estas fluctuaciones a corto plazo son muy probablemente generadas por la interacción entre la Tierra sólida y la atmósfera. 

## Observaciones

Desviación de la duración del día del día basado en SI

Cualquier cambio del componente axial del momento angular atmosférico (AAM) debe ir acompañado de un cambio correspondiente del momento angular de la corteza terrestre y el manto (debido a la ley de conservación del momento angular). Debido a que el momento de inercia del sistema corteza del manto está ligeramente influenciado por la carga de presión atmosférica, esto requiere principalmente un cambio en la velocidad angular de la Tierra sólida; es decir, un cambio de LOD. El LOD se puede medir actualmente con una alta precisión en tiempos de integración de solo unas pocas horas, y los modelos de circulación general de la atmósfera permiten la determinación de alta precisión de los cambios en AAM en el modelo. Una comparación entre AAM y LOD muestra que están altamente correlacionados. En particular, se reconoce un período anual de LOD con una amplitud de 0.34 ms, maximizando el 3 de febrero, y un período semestral con una amplitud de 0.29 ms, maximizando el 8 de mayo, así como fluctuaciones de 10 días del orden de 0.1 ms También se han observado fluctuaciones entre estaciones que reflejan eventos de El Niño y oscilaciones cuasi-bienales. Ahora existe un acuerdo general de que la mayoría de los cambios en LOD en escalas de tiempo de semanas a algunos años están impulsados por los cambios en AAM.

## Intercambio de momento angular
Un medio de intercambio de momento angular entre la atmósfera y las partes no gaseosas de la tierra es la evaporación y la precipitación. Cantidades masivas de agua están en continuo flujo entre los océanos y la atmósfera. A medida que aumenta la masa de agua (vapor), su rotación debe disminuir debido a la conservación del momento angular. Igualmente cuando cae como lluvia, su velocidad de rotación aumentará para conservar el momento angular. Cualquier transferencia global neta de masa de agua desde los océanos a la atmósfera o lo contrario implica un cambio en la velocidad de rotación de la Tierra sólida/líquida que se reflejará en LOD.    
La evidencia observacional muestra que no hay un retraso de tiempo significativo entre el cambio de AAM y su correspondiente cambio de LOD por períodos más largos de aproximadamente 10 días. Esto implica un fuerte acoplamiento entre la atmósfera y la Tierra sólida debido a la fricción de la superficie con una constante de tiempo de aproximadamente 7 días, el tiempo de giro de la capa Ekman. Este tiempo de rotación es el tiempo característico para la transferencia del momento angular axial atmosférico a la superficie de la Tierra y viceversa. 
El componente de viento zonal en el suelo, que es más efectivo para la transferencia del momento angular axial entre la Tierra y la atmósfera, es el componente que describe la rotación rígida de la atmósfera. El viento zonal de este componente tiene la amplitud u en el ecuador en relación con el suelo, donde u > 0 indica superrotación y u < 0 indica rotación retrógrada con respecto a la Tierra sólida. Todos los demás términos de viento simplemente redistribuyen el AAM con latitud, un efecto que se cancela cuando se promedia en todo el mundo. 
La fricción de la superficie permite que la atmósfera 'recoja' el momento angular de la Tierra en el caso de rotación retrógrada o lo libere a la Tierra en el caso de la superrotación. Con un promedio de escalas de tiempo más largas, no se produce ningún intercambio de AAM con la Tierra sólida. La tierra y la atmósfera están desacopladas. Esto implica que el componente del viento zonal a nivel del suelo responsable de la rotación rígida debe ser cero en promedio. De hecho, la estructura meridional observada del viento zonal medio climático en el suelo muestra vientos del oeste (del oeste) en latitudes medias más allá de aproximadamente ± 30o de latitud y vientos del este (del este) en latitudes bajas, los vientos alisios, así como cerca de los polos (vientos predominantes). La atmósfera recoge el momento angular de la Tierra en las latitudes bajas y altas y transfiere la misma cantidad a la Tierra en las latitudes medias. 
Cualquier fluctuación a corto plazo del componente de viento zonal rígidamente giratorio se acompaña de un cambio correspondiente en LOD. Para estimar el orden de magnitud de ese efecto, se puede considerar que la atmósfera total gira rígidamente con la velocidad u (en m/s) sin fricción superficial. Entonces este valor está relacionado con el cambio correspondiente de la duración del día Δτ (en milisegundos) como{\displaystyle u\approx 2.7\Delta \tau .}El componente anual del cambio de la duración del día de Δτ ≈ 0.34 ms corresponde entonces a una superrotación de u ≈ 0.9 m/s, y el componente semestral de Δτ ≈ 0.29 ms to u ≈ 0.8 em.    

## Otras lecturas
- Lambeck, Kurt (2005). The earth's variable rotation: geophysical causes and consequences (Digitally printed 1st pbk. edición). Cambridge: Cambridge University Press. ISBN 9780521673303.

- Datos: Q5462620